# Grady Tate
Grady Tate (Hayti, Durham, Carolina del Norte; 14 de enero de 1932-8 de octubre de 2017) fue un batería estadounidense de jazz encuadrado en los estilos del bebop, hard bop y soul jazz.

## Biografía
Se trasladó a Nueva York en 1963, incorporándose poco después a la banda de Quincy Jones.
También colaboró con artistas como Jimmy Smith y Wes Montgomery para sus grabaciones para la casa discográfica Verve label in the 1960s.
Estuvo con la NBC-TV Orchestra en The Tonight Show Starring Johnny Carson durante seis años.
Como músico de sesión o de estudio trabajó con Lionel Hampton, Jimmy Smith, Grant Green, Lena Horne, Astrud Gilberto, Ella Fitzgerald, Miles Davis, Blossom Dearie, Sarah Vaughan, Ray Charles, Cal Tjader, Peggy Lee, Bill Evans, Duke Ellington, Count Basie, Rahsaan Roland Kirk, Stanley Turrentine, Charles Earland y Stan Getz.

## Discografía

### Como líder
- 1968: Windmills of My Mind (Skye Records)
- 1970: After The Long Drive Home (Skye Records)
- 1971: Feeling Life (Skye Records)
- 1972: She Is My Lady (Janus Records)
- 1975: By Special Request (Buddah Records)
- 1977: Master Grady Tate (Impulse!)
- 1991: TNT (Milestone Records)
- 1992: Body & Soul (Milestone Records)

### Comosideman
- 1964: Ben Webster - See You at the Fair
- 1964: Lalo Schifrin - New Fantasy (Verve)
- 1964: Jimmy Smith - The Cat (Verve)
- 1964: Nat Adderley - Autobiography
- 1964: Oliver Nelson - More Blues and the Abstract Truth (Impulse!)
- 1964: Lou Donaldson - Rough House Blues
- 1965: Quincy Jones - Quincy's Got a Brand New Bag (Mercury Records)
- 1965: Milt Jackson - Ray Brown / Milt Jackson con Ray Brown (Verve)
- 1965: Roland Kirk y Al Hibbler - A Meeting of the Times
- 1965: Jimmy Smith - Organ Grinder Swing
- 1965: Lalo Schifrin - Once a Thief and Other Themes (Verve)
- 1965: Gary McFarland y Clark Terry - Tijuana Jazz
- 1966: Shirley Scott - Roll 'Em: Shirley Scott Plays the Big Bands (Impulse!)
- 1966: Gábor Szabó - Gypsy '66 (Impulse!)
- 1966: Oliver Nelson - Oliver Nelson Plays Michelle (Impulse!)
- 1966: Oliver Nelson - Sound Pieces (Impulse!)[3]
- 1966: Oliver Nelson - Happenings con Hank Jones (Impulse!)
- 1967: Kenny Burrell - A Generation Ago Today (Verve)
- 1967: Oliver Nelson - The Spirit of '67 with Pee Wee Russell (Impulse!)
- 1967: Oliver Nelson - The Kennedy Dream (Impulse!)
- 1967: Stan Getz - Sweet Rain (Verve)
- 1967: Herbie Mann - Glory of Love (A&M/CTI)
- 1968: Kenny Burrell - Blues - The Common Ground (Verve)
- 1968: Hubert Laws - Laws' Cause (Atlantic)
- 1968: Eddie Harris - Plug Me In (Atlantic)
- 1968: Eddie "Lockjaw" Davis - Love Calls (RCA Victor)
- 1968: J. J. Johnson y Kai Winding - Israel (A&M/CTI)
- 1968: Nat Adderley - You, Baby (A&M/CTI)
- 1968: Milt Jackson - Milt Jackson and the Hip String Quartet (Verve)
- 1968: Jimmy McGriff - The Worm
- 1969: Quincy Jones - Walking in Space
- 1969: Freddie Hubbard - A Soul Experiment (Atlantic)
- 1969: J. J. Johnson y Kai Winding - Stonebone (A&M/CTI (Japan))
- 1969: Hubert Laws - Crying Song (CTI)
- 1969: Lena Horne y Gábor Szabó - Lena & Gabor (Skye)
- 1969: Pearls Before Swine - These Things Too
- 1971: Dizzy Gillespie, Bobby Hackett y Mary Lou Williams - Giants (Perception)
- 1971: Pearls Before Swine - Beautiful Lies You Could Live In
- 1972: Grant Green - The Final Comedown (CTI)
- 1972: Eric Justin Kaz - If You're Lonely (Atlantic)
- 1973: Lou Donaldson - Sophisticated Lou
- 1973: Marlena Shaw - From the Depths of My Soul
- 1973: Bette Midler - Bette Midler
- 1973: Shirley Scott - Superstition (Cadet)
- 1973: Paul Simon - There Goes Rhymin' Simon
- 1974: Gato Barbieri - Chapter Three: Viva Emiliano Zapata (Impulse!)
- 1975: Zoot Sims - Zoot Sims and the Gershwin Brothers (Pablo Records)[4]
- 1976: Phoebe Snow - Second Childhood
- 1977: Sarah Vaughan - Duke Ellington: Song Book Vol 1 (Pablo Records)[5]
- 1977: Kate & Anna McGarrigle - Dancer with Bruised Knees
- 1981: Grover Washington, Jr. - Be Mine (Tonight)
- 1982: Simon and Garfunkel - The Concert in Central Park
- 1989: Maureen McGovern - Naughty Baby
- 1990: Dizzy Gillespie - The Winter in Lisbon (Milan)
- 1990: Bette Midler - Some People's Lives
- 1991: Bob Thiele Collective - Louis Satchmo
- 1992: Lalo Schifrin - Jazz Meets the Symphony (Atlantic)[6]
- 1993: Lalo Schifrin - More Jazz Meets the Symphony (Atlantic)
- 1994: Oscar Peterson y Itzhak Perlman - Side by Side
- 1995: Lalo Schifrin - Firebird: Jazz Meets the Symphony No. 3 (Four Winds)